# أركيميديس أرييتا
أركيميديس أرييتا (بالإسبانية: Arquímedes Arrieta)‏ (1 مايو 1918 – غير معروف) هو ملاكم أوروغواياني راحل، مثّل بلاده في الألعاب الأولمبية الصيفية 1936.

## وصلات خارجية
أركيميديس أرييتا على موقع اللجنة الأولمبية الدولية (الإنجليزية)
- أركيميديس أرييتا على موقع أوليمبيديا (الإنجليزية)